# Chudé sestry svaté Kláry

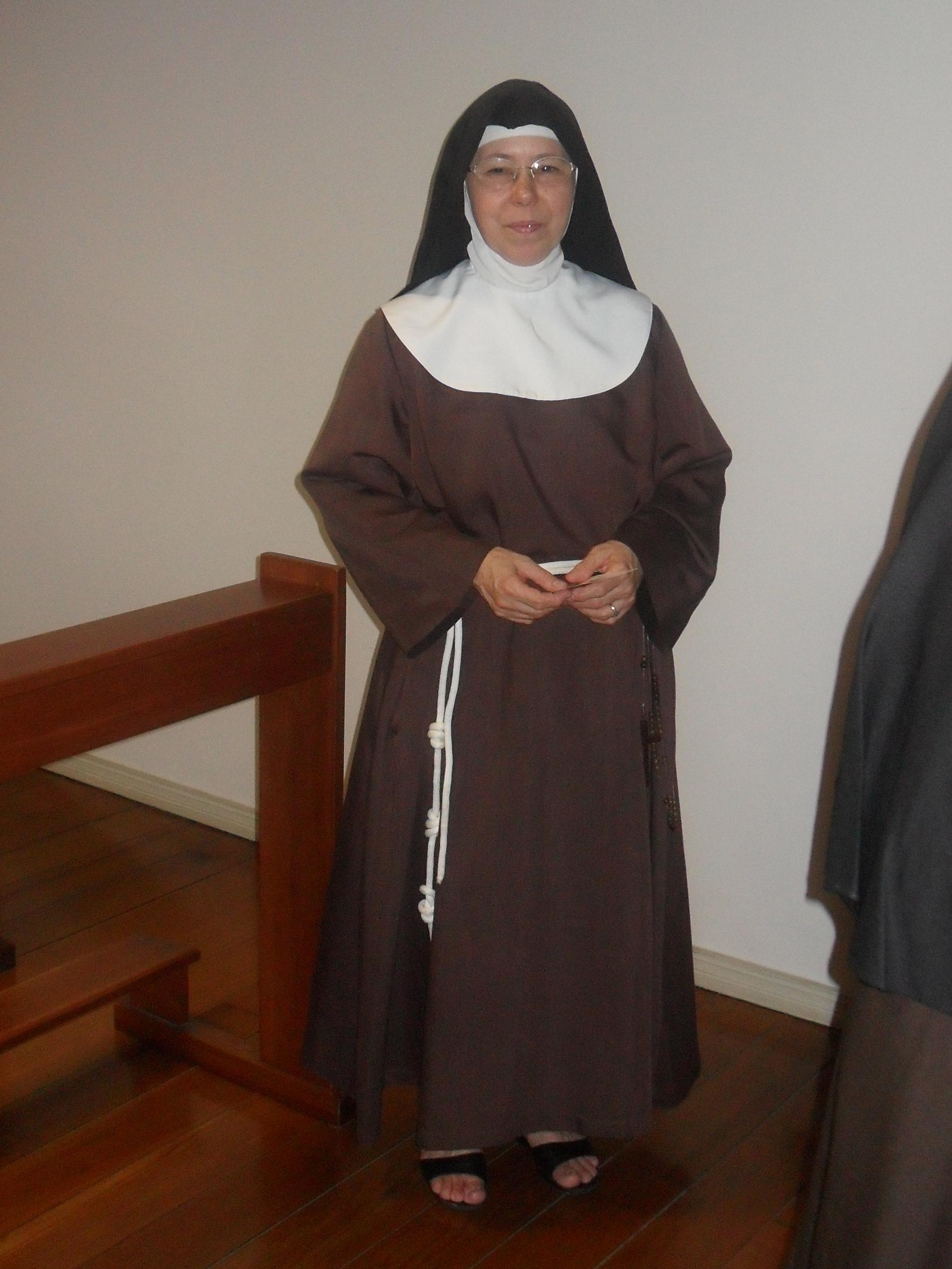
Hábit (oděv) sester svaté Kláry

Chudé sestry svaté Kláry (zkráceně klarisky) je církevní římskokatolický ženský řád.

## Historie a popis řádu
Řád založil František z Assisi roku 1212 jako tzv. druhý řád menších bratří na podnět svaté Kláry. Sv. Klára se v roce 1215 stala představenou prvního konventu u sv. Damiána (San Damiano) v Assisi, po jejím svatořečení řád přijal její jméno.
V roce 1253 papež Inocenc IV. schválil řeholi, kterou sestavila sv. Klára pro své sestry. Řád se rychle rozšířil po celé Evropě. Kláštery byly budovány společně s mužskými kláštery příslušníků řehole (např. dnes již bývalý Anežský klášter v Praze – Na Františku). Tito příslušníci byli i jejich duchovními správci.
V čele konventu stojí abatyše, kterou zastupuje převorka (vikářka), hospodářskými záležitostmi se zabývá ekonomka.
Řeholní oděv klarisek je hábit ve tvaru kříže, hnědé nebo černé barvy, přepásaný cingulem a hnědý nebo černý závoj. U laických sester má pak závoj bílou barvu.

## Klarisky v českých zemích
Na území dnešního Česka založila první konvent svatá Anežka Česká v roce 1231 v Praze (tzv. Anežský klášter). Další kláštery postupně vznikly v Chebu (1270), Znojmě, Olomouci a Opavě. V současnosti působí klarisky v Brně-Soběšicích a ve Šternberku.